# Chutes de Snoqualmie
Pour les articles homonymes, voir Snoqualmie.
Les chutes de Snoqualmie sont des chutes d'eau sur la rivière Snoqualmie, entre les villes de Snoqualmie et de Fall City dans l'État de Washington aux États-Unis. Elles sont l'une des attractions les plus populaires de l'État de Washington, bien qu'elles doivent leur réputation internationale à leurs nombreuses apparitions dans la série télévisée Twin Peaks de 1990 et dans le film de 1992.
La majeure partie de la rivière est détournée vers les centrales électriques, mais elle possède parfois suffisamment de débit pour se diriger en totalité vers le précipice, ce qui crée une pulvérisation presque aveuglante. De hautes eaux se produisent à la suite de fortes périodes de pluies ou de chutes de neige et par temps doux et pluvieux. Cela arrive au cours de la saison des pluies, qui dure de novembre à mars. Pendant les hautes eaux, les chutes prennent alors une forme de rideau.

## Un lieu historique et culturel

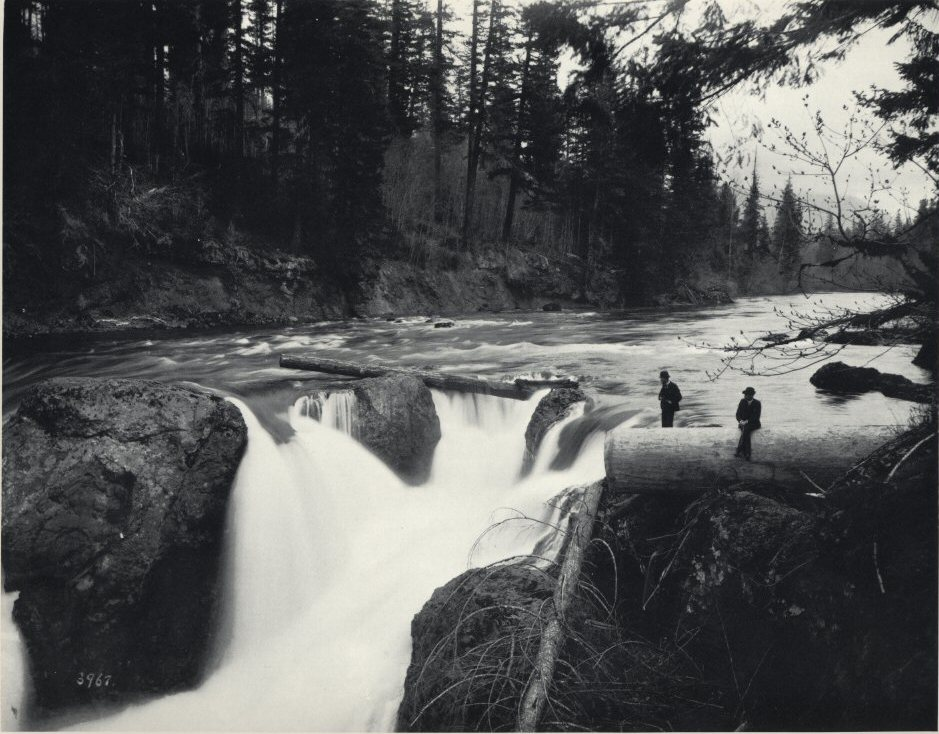
Bord de la chute, printemps 1890.

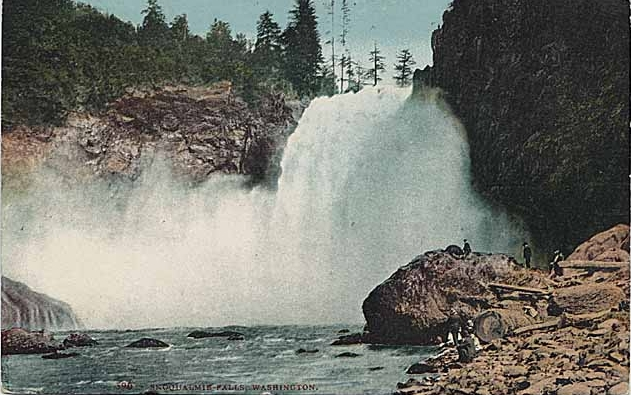
Carte postale en couleur de Snoqualmie Falls (vers 1910).

Pour les populations autochtones de Snoqualmie, qui vivent depuis des siècles dans la vallée, les chutes sont un élément central de leur culture, de leurs croyances, et de leur spiritualité. C'est un lieu de sépulture traditionnel. Pour ces habitants, les chutes sont « l'endroit où la première Femme et le premier Homme ont été créés par la Lune » et « où des prières sont transmises au Créateur par de grands brouillards qui s'élèvent à partir du flux puissant ». Les brumes s'élevant de la base de la cascade sont réputées servir de connexion entre le Ciel et la Terre.
Les chutes ont d'abord été désignées pour apparaître dans le registre national des lieux historiques en 1992 dans la rubrique « propriétés d’intérêt traditionnel et culturel » (« Traditional cultural properties ») pour son association avec les croyances des populations autochtones de Snoqualmie. Toutefois, le propriétaire, la société exploitante des chutes Puget Sound Energy, s'est opposé à cette inscription. Les chutes ont par la suite été jugées admissibles pour l'inscription au registre national. Le propriétaire est alors revenu sur son opposition et les chutes ont été officiellement répertoriées le 2 septembre 2009.

## Centrales électriques

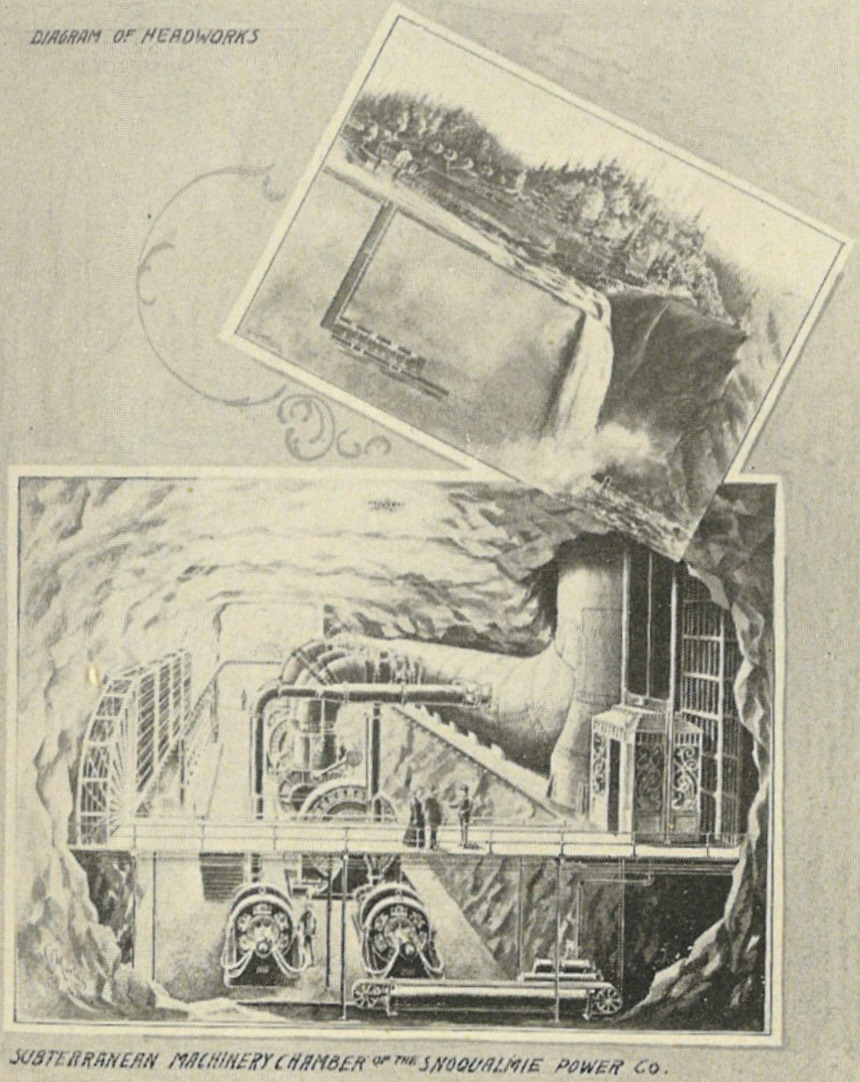
Coupe des diagrammes de puissance de l'usine 1.

La centrale hydroélectrique de Snoqualmie Falls est située au niveau même des chutes. Elle est actuellement exploitée par la société Puget Sound Energy. Elle est composée de deux sites, les usines 1 et 2.
L'usine 1, construite en 1899, fonctionne à la base de la chute. Encastrée dans la roche à 270 pieds (82,296 m) au-dessous de la surface, elle a été la première usine au monde entièrement souterraine.
L'usine 2, construite en 1910, fut plus développée en 1957. Elle est située à une courte distance en aval des chutes. Environ 1 % des ventes de Puget Sound Energy provient de la centrale.

## Ville éponyme
La ville de Snoqualmie Falls était située près de la cascade. Elle a souvent été associée à l'usine Weyerhaeuser. Elle comprenait un hôpital, une école, un centre communautaire, et de nombreuses maisons. Lorsque la ville a été abandonnée, de nombreuses maisons ont été déplacées vers la ville voisine de Snoqualmie.
Enfin, la célèbre actrice américaine de cinéma des années 1940 et 1950, Ella Raines, est née à Snoqualmie Falls.

## Tourisme
Plus de 1,5 million de visiteurs viennent observer les chutes chaque année. On peut trouver sur les deux acres du site (0,8 hectare) un parc avec une terrasse d'observation.
Les principaux points de vue sont situés du côté des chutes, avec une rambarde au bord de la falaise. Cette zone dispose de tables de pique-nique et de bancs, et une petite prairie appelé le Centennial Green, où des mariages sont célébrés pendant l'été. Ici, le sentier de la rivière descend de 300 pieds sur un demi-mile en passant à travers une forêt pluviale tempérée où cohabitent les troncs recouverts de mousse des érables, des sapins Douglas, de Polystichum munitum et de Gaultheria shallon avec des dégagements permettant de se reposer et d'admirer le paysage. Il est rare de pouvoir y observer la vie animale à l'état naturel tant la fréquentation des lieux est importante. 
Le parc autorise la présence d'animaux de compagnie. Au bout du sentier, on trouve la centrale de 1910, d'où l'on voit les chutes. Le haut de la cascade est à moins de 100 mètres depuis le parking, où l'on peut trouver une boutique de souvenirs et un café.

### Galerie

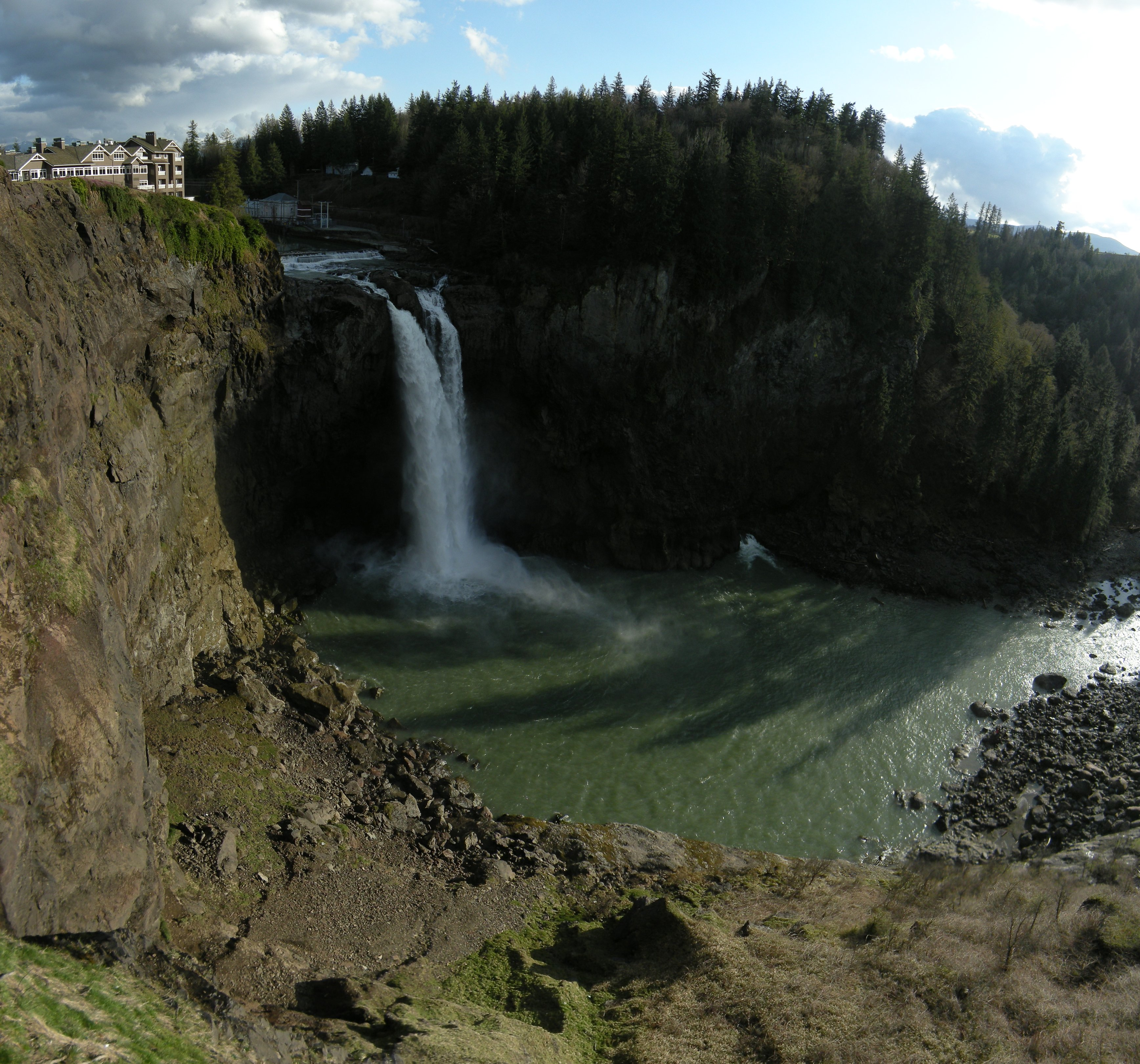
Vue panoramique à la fin mars.
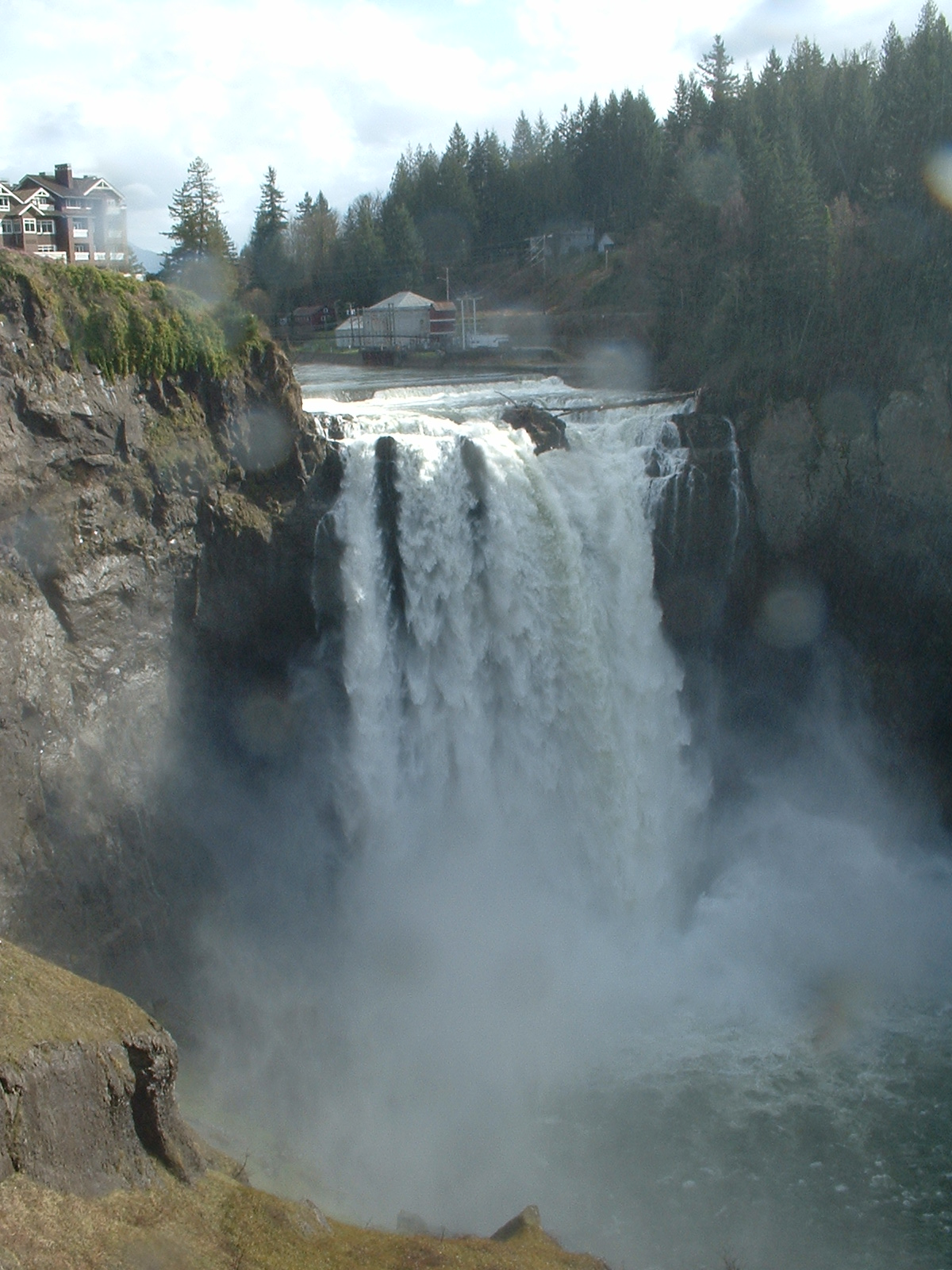
Snoqualmie Falls à la mi-mars.
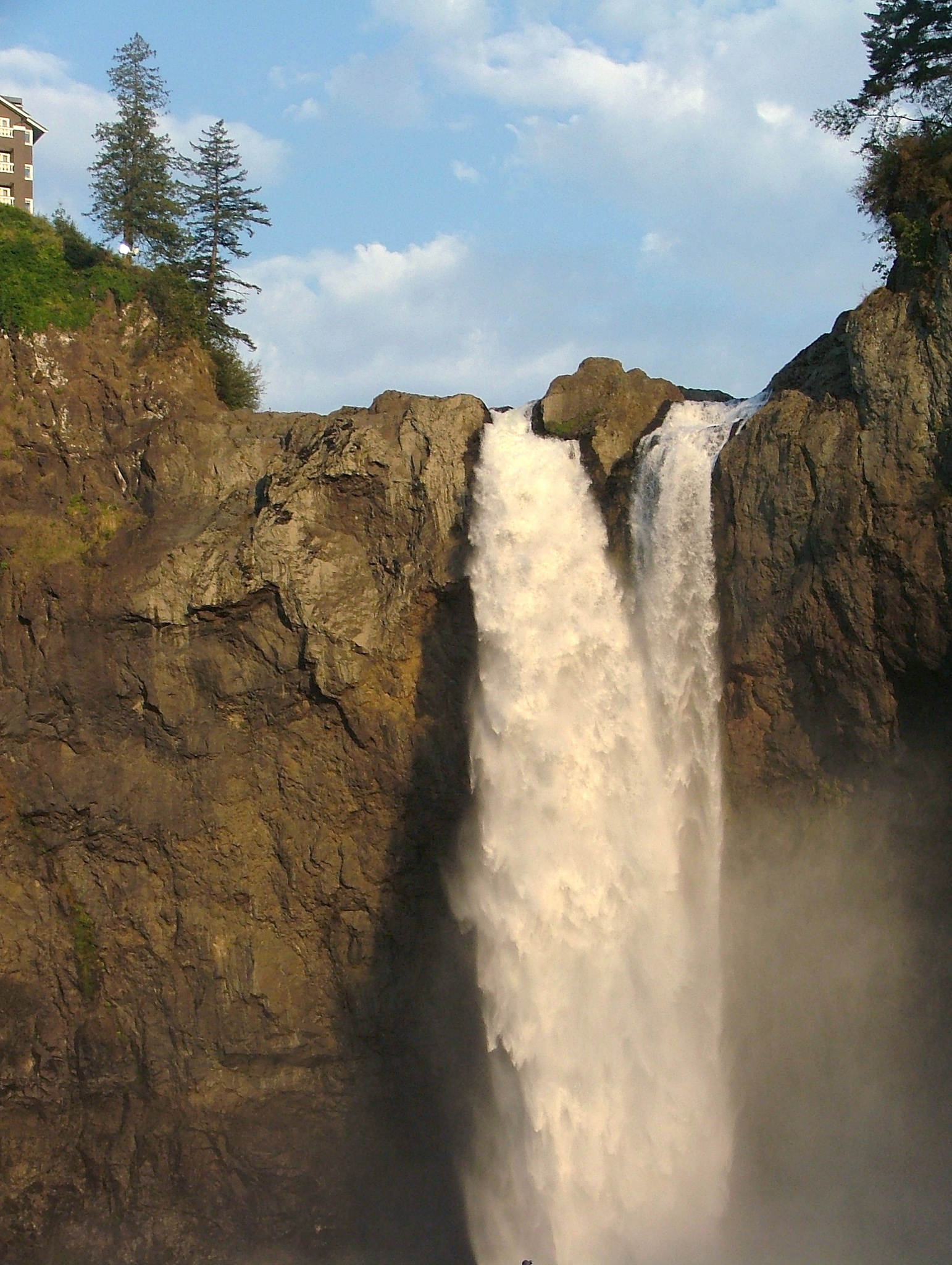
Les chutes en août.
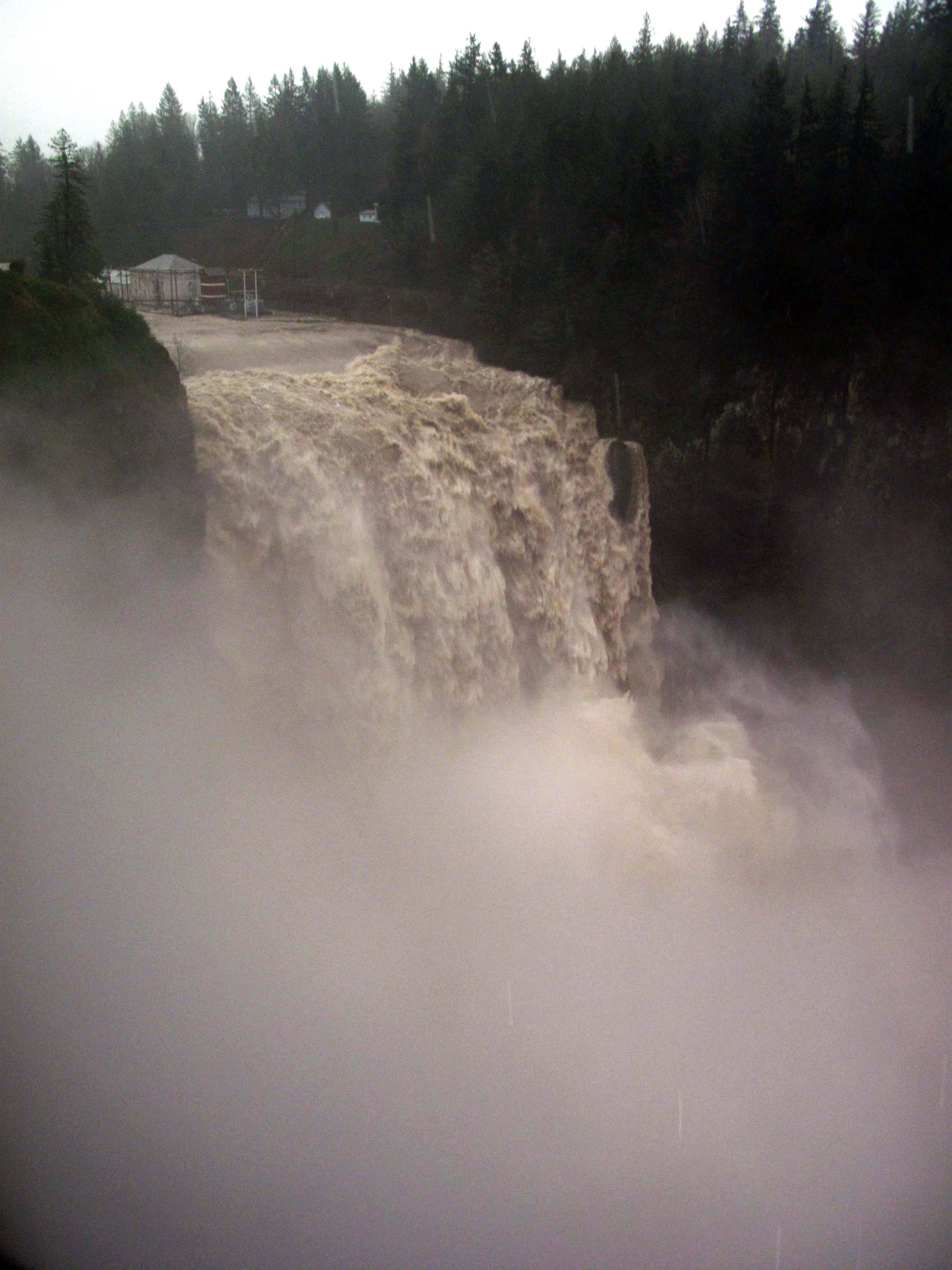
Crue de la rivière Snoqualmie.
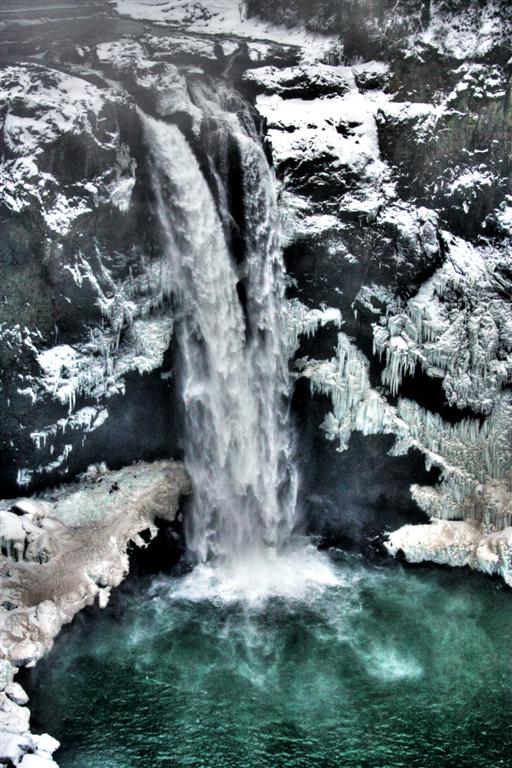
Les chutes à Noël 2008.
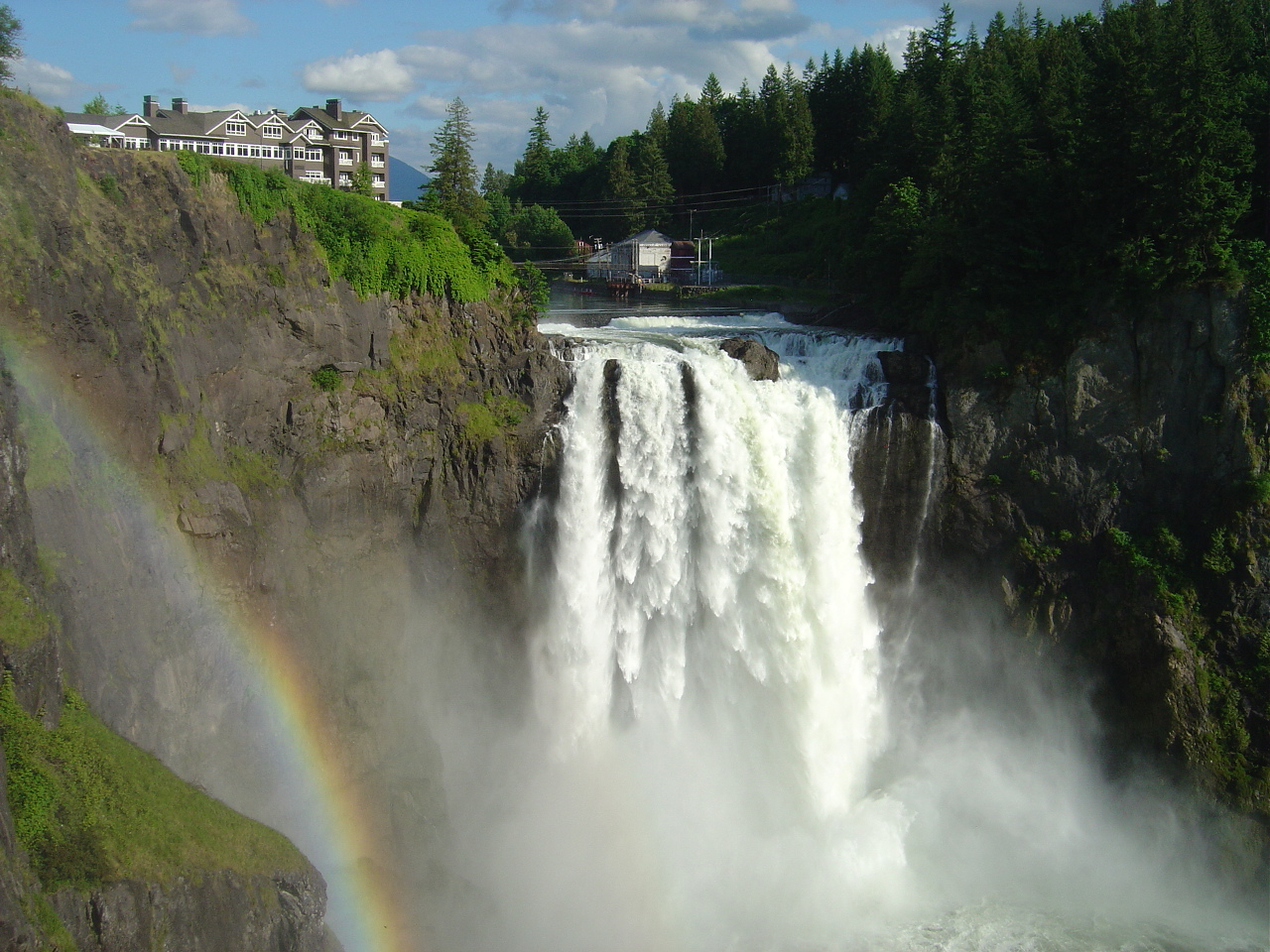
Vue depuis le pavillon d’observation.